# Resultados do Carnaval de Porto Alegre em 2016
Os resultados do Carnaval de Porto Alegre em 2016, foram divulgados no dia 8 de fevereiro no Complexo Cultural do Porto Seco A Imperatriz Dona Leopoldina foi a campeã com o enredo "Espelho, de Filho Para Pai. A Imperatriz Canta Diogo para João".

## Grupo Especial
| Colocação | Escola                     | Enredo | Pontos | Desempate    | Nota                             | Ref.                          |
| --------- | -------------------------- | --- | ------ | ------------ | -------------------------------- | ----------------------------- |
| 1º        | Imperatriz Dona Leopoldina | Espelho, de Filho Para Pai. A Imperatriz Canta Diogo para João                                                     | 239,5  | Samba enredo | Série Ouro 2017                  | [ 1 ] [ 2 ] [ 3 ] [ 5 ] [ 6 ] |
| 2º        | Acadêmicos de Gravataí     | Entre as Águas de Pará-Gûasu e da Mirim – Gravataí é Taim                                                          | 239,5  |              | Série Ouro 2017                  | [ 1 ] [ 2 ] [ 3 ] [ 5 ] [ 6 ] |
| 3º        | Imperadores do Samba       | Vida Vai, Vida Vem, Qual é o Segredo que a Vida Tem?                                                               | 239,4  |              | Série Ouro 2017                  | [ 1 ] [ 2 ] [ 3 ] [ 5 ] [ 6 ] |
| 4º        | Estado Maior da Restinga   | Da Sabedoria Busquei a Humildade. Da Humildade Clamei por Justiça. Sou Negro, Sou Rei: Kao Kabecilê, Sou Restinga! | 239,1  |              | Série Ouro 2017                  | [ 1 ] [ 2 ] [ 3 ] [ 5 ] [ 6 ] |
| 5º        | Império da Zona Norte      | Sua Hora Vai Chegar: Melhor é Morrer de Sambar!                                                                    | 238,4  |              | Série Ouro 2017                  | [ 1 ] [ 2 ] [ 3 ] [ 5 ] [ 6 ] |
| 6º        | União da Vila do IAPI      | Visão da Vida, a Vila Definida em Lentes Bifocais: Abra Seus Olhos a Alegria Vem Aí!                               | 238,1  |              | Série Ouro 2017                  | [ 1 ] [ 2 ] [ 3 ] [ 5 ] [ 6 ] |
| 7º        | Embaixadores do Ritmo      | Pintando os Sonhos na Passarela                                                                                    | 237,5  |              | Série Ouro 2017                  | [ 1 ] [ 2 ] [ 3 ] [ 5 ] [ 6 ] |
| 8º        | Bambas da Orgia            | Sorria: Chegou Bambas da Orgia!                                                                                    | 236,8  |              | Série Ouro 2017                  | [ 1 ] [ 2 ] [ 3 ] [ 5 ] [ 6 ] |
| 9º        | Unidos do Capão            | Samba e Saúde: Nas Garras do Tigre, a Parceria Perfeita!                                                           | 236,4  |              | Rebaixadas para Série Prata 2017 | [ 1 ] [ 2 ] [ 3 ] [ 5 ] [ 6 ] |
| 10º       | Unidos de Vila Isabel      | Brava Gente Brasileira: As Mãos que Alimentam a Nação Brasileira!                                                  | 236,1  |              | Rebaixadas para Série Prata 2017 | [ 1 ] [ 2 ] [ 3 ] [ 5 ] [ 6 ] |

## Grupão
| Colocação | Escola                        | Pontos | Nota                              | Ref.                    |
| --------- | ----------------------------- | ------ | --------------------------------- | ----------------------- |
| 1º        | Império do Sol                | 238,4  | Promovidas para Série Prata 2017  | [ 1 ] [ 2 ] [ 3 ] [ 6 ] |
| 2º        | Unidos da Vila Mapa           | 237,4  | Promovidas para Série Prata 2017  | [ 1 ] [ 2 ] [ 3 ] [ 6 ] |
| 3º        | Realeza                       | 237,2  | Promovidas para Série Prata 2017  | [ 1 ] [ 2 ] [ 3 ] [ 6 ] |
| 4º        | Academia Samba Puro           | 233,5  | Promovidas para Série Prata 2017  | [ 1 ] [ 2 ] [ 3 ] [ 6 ] |
| 5º        | Academia de Samba Praiana     | 233,3  | Promovidas para Série Prata 2017  | [ 1 ] [ 2 ] [ 3 ] [ 6 ] |
| 6º        | Copacabana                    | 232,6  | Promovidas para Série Prata 2017  | [ 1 ] [ 2 ] [ 3 ] [ 6 ] |
| 7º        | Protegidos da Princesa Isabel | 232,2  | Rebaixadas para Série Bronze 2017 | [ 1 ] [ 2 ] [ 3 ] [ 6 ] |
| 8º        | União da Tinga                | 231,6  | Rebaixadas para Série Bronze 2017 | [ 1 ] [ 2 ] [ 3 ] [ 6 ] |
| 9º        | Fidalgos e Aristocratas       | 230,4  | Rebaixadas para Série Bronze 2017 | [ 1 ] [ 2 ] [ 3 ] [ 6 ] |
| 10º       | Unidos do Guajuviras          | 230,1  | Rebaixadas para Série Bronze 2017 | [ 1 ] [ 2 ] [ 3 ] [ 6 ] |
| 11º       | Acadêmicos da Orgia           | 229,9  | Rebaixadas para Série Bronze 2017 | [ 1 ] [ 2 ] [ 3 ] [ 6 ] |
| 12º       | Glória                        | 228,1  | Rebaixadas para Série Bronze 2017 | [ 1 ] [ 2 ] [ 3 ] [ 6 ] |

## Convidadas
| Escola                        | Nota              | Ref.        |
| ----------------------------- | ----------------- | ----------- |
| Filhos da Candinha            | Série Bronze 2017 | [ 1 ] [ 2 ] |
| Mocidade da Lomba do Pinheiro | Série Bronze 2017 | [ 1 ] [ 2 ] |

## Tribos carnavalescas
| Colocação | Tribo        | Pontos | Ref.                          |
| --------- | ------------ | ------ | ----------------------------- |
| 1º        | Os Comanches | 239,6  | [ 1 ] [ 2 ] [ 3 ] [ 5 ] [ 6 ] |
| 2º        | Guaianazes   | 235,8  | [ 1 ] [ 2 ] [ 3 ] [ 5 ] [ 6 ] |